# Abschreibungsplan
Ein Abschreibungsplan veranschaulicht die Abschreibung eines Wirtschaftsgutes im Laufe der Zeit.
Er wird normalerweise als Tabelle mit den Spalten Periode/Jahr, Abschreibungsrate und Restbuchwert dargestellt. Manchmal werden noch weitere Daten des abzuschreibenden Gutes eingepflegt, auch eine Spalte für den Restbuchwert am Ende einer Periode ist üblich.

## Beispiel eines Abschreibungsplanes
Eine Maschine wird für 21.000,00 € angeschafft (netto, ohne Umsatzsteuer). Bei einer betriebsgewöhnlichen Nutzungsdauer von 7 Jahren und der Anwendung der linearen Abschreibung müssen 7 Jahre lang pro Jahr 1/7 der Anschaffungskosten, also jeweils 3.000,00 €, als Aufwand kalkuliert werden. Dargestellt wird das wie folgt:
| Jahr  | Abschreibung | Restbuchwert |
| ----- | ------------ | ------------ |
| 0     | 0,0 €        | 21.000,00 €  |
| 1     | 3.000,00 €   | 18.000,00 €  |
| 2     | 3.000,00 €   | 15.000,00 €  |
| 3     | 3.000,00 €   | 12.000,00 €  |
| 4     | 3.000,00 €   | 9.000,00 €   |
| 5     | 3.000,00 €   | 6.000,00 €   |
| 6     | 3.000,00 €   | 3.000,00 €   |
| 7     | 3.000,00 €   | 0,00 €       |
| Summe | 21.000,00 €  |              |